# Nieuwesteeg Heritage Rose Garden
Nieuwesteeg Heritage Rose Garden (Rosaleda de la Herencia de Nieuwesteeg), es una colección de rosas raras e inusuales, sobre todo  Híbrido de té, obtenidas a principios del siglo XX. 
Se ubica en el "Maddingley Park", de Bacchus Marsh, una ciudad suburbio a 50 km al oeste de Melbourne y a 14 km al oeste de Melton.  
La rosaleda se estableció a partir de 2009, con una colección donada por el rosalista John Nieuwesteeg, y está administrada por la asociación sin ánimo de lucro "Friends of Maddingley Park".

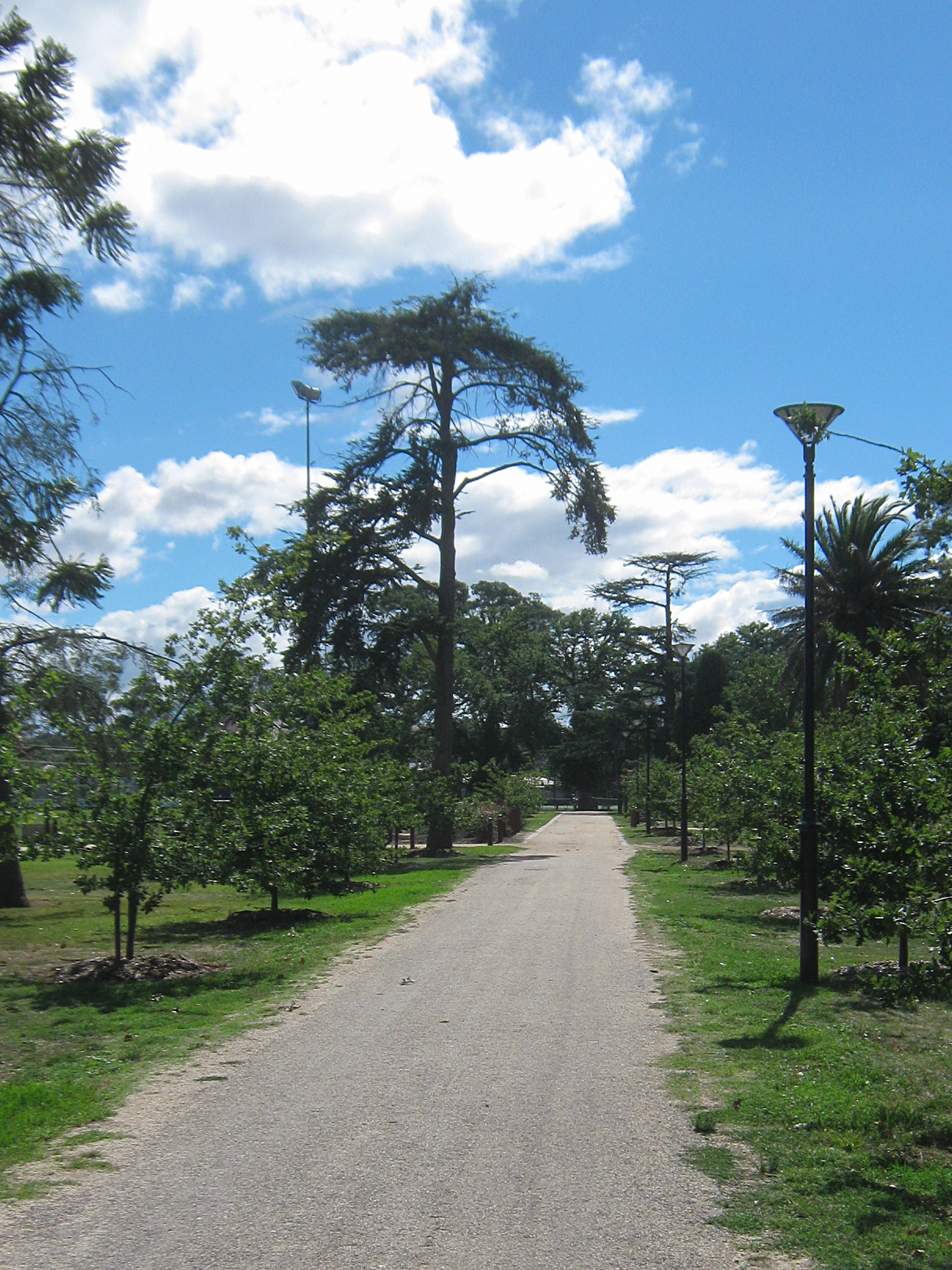
Sendero en el "Maddingley Park" de circulación norte-oeste de la puerta sur. El Nieuwesteeg Heritage Rose Garden se encuentra detrás del centro del cedro.

## Historia
Originalmente se habilitó el Parque Maddingley para poder comer al aire libre para los visitantes de un día que acudían desde Melbourne para pasar un día al aire libre en el campo, cuando fue inaugurada la estación de ferrocarril en Bacchus Marsh en 1887.
El templete de la música "Dickie bandstand" fue construido en 1905 y en tiempos de la Segunda Guerra Mundial, en el parque habían desarrollado jardines y elementos de jardinería, muchos de las cuales ya se han perdido.
Hoy en día, el parque cuenta con un campo de fútbol y de cricket, pistas de tenis en hierba y una cancha de baloncesto femenino. 
Hay muchos grandes ejemplares de árboles plantados en el siglo XIX y una segunda rosaleda conmemorativa en el lado norte, cerca de la entrada noroeste del parque en la carretera de Bacchus Marsh-Geelong.

## La rosaleda de la herencia de Nieuwesteeg
El jardín está situado en el lado sur del parque, cerca de la entrada a partir de la estación de tren Bacchus Marsh. 
Se compone de 40 rosas de la herencia. Hay un grupo importante criados o que se encuentran en Australia, incluyendo obtentores rarezas conseguidas por Alister Clark, Olive Fitzhardinge, Frank Riethmuller y Patrick Grant.
Otros son inusuales o únicos en colecciones públicas australianas. El verdadero 'Mlle de Sombreuil' también se encuentra aquí. Algunas rosas, tal como la rosa 'Frau Karl Druschki' de Peter Lambert, se convirtieron en los padres de otros cientos de rosas.
Seis camas de rosas se organizan desde el noroeste al sureste alrededor del quiosco de música. Más rosas suben hasta la base de la propia glorieta. Dos coberturas de plantas de la China (rosa) 'Mutabilis' en la colección, al oeste y al este. 
El jardín fue creado con el apoyo de John Nieuwesteeg, un viverista y rosalista de Coldstream quién identificó muchas de las rosas perdidas de Alister Clark y cuenta con una importante colección de Clark y otras rosas antiguas para el Garden Plant Conservation Association of Australia.
Las rosas del Parque Maddingley son una selección de sus tenencias personales y dio unas 26 rosas en cuatro años. A partir de 2009 se plantaron allí por los Amigos del Parque Maddingley para complementar el quiosco de música. Alrededor de una décima parte de las rosas no han sobrevivido. El jardín fue nombrado después en 2011 en honor de John Nieuwesteeg.

## Catálogo de las rosas
Este catalogue raisonné coteja mapas y listas de los Amigos de Maddingley Park, el libro de referencia de Peter Cox Australian Roses y la página de internet "Help Me Find Roses".

### Cama 1

1-Cama
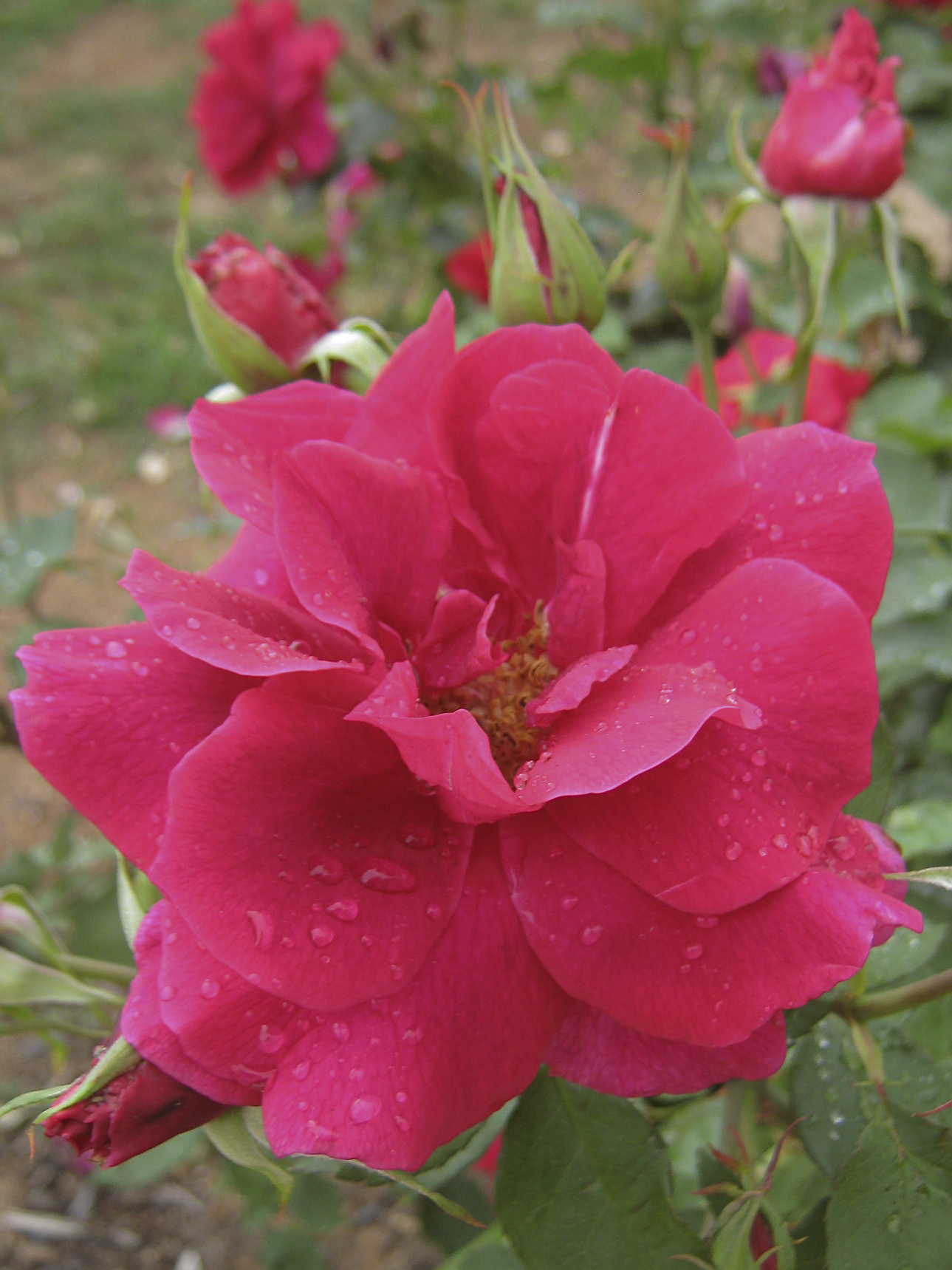
'Etoile de Hollande',[6] Verschuren 1919. Híbrido de té. Fuertemente perfumada, flores de color rojo oscuro. Floración continua. El nombre, en francés, significa estrella de Holanda. Tres arbustos.
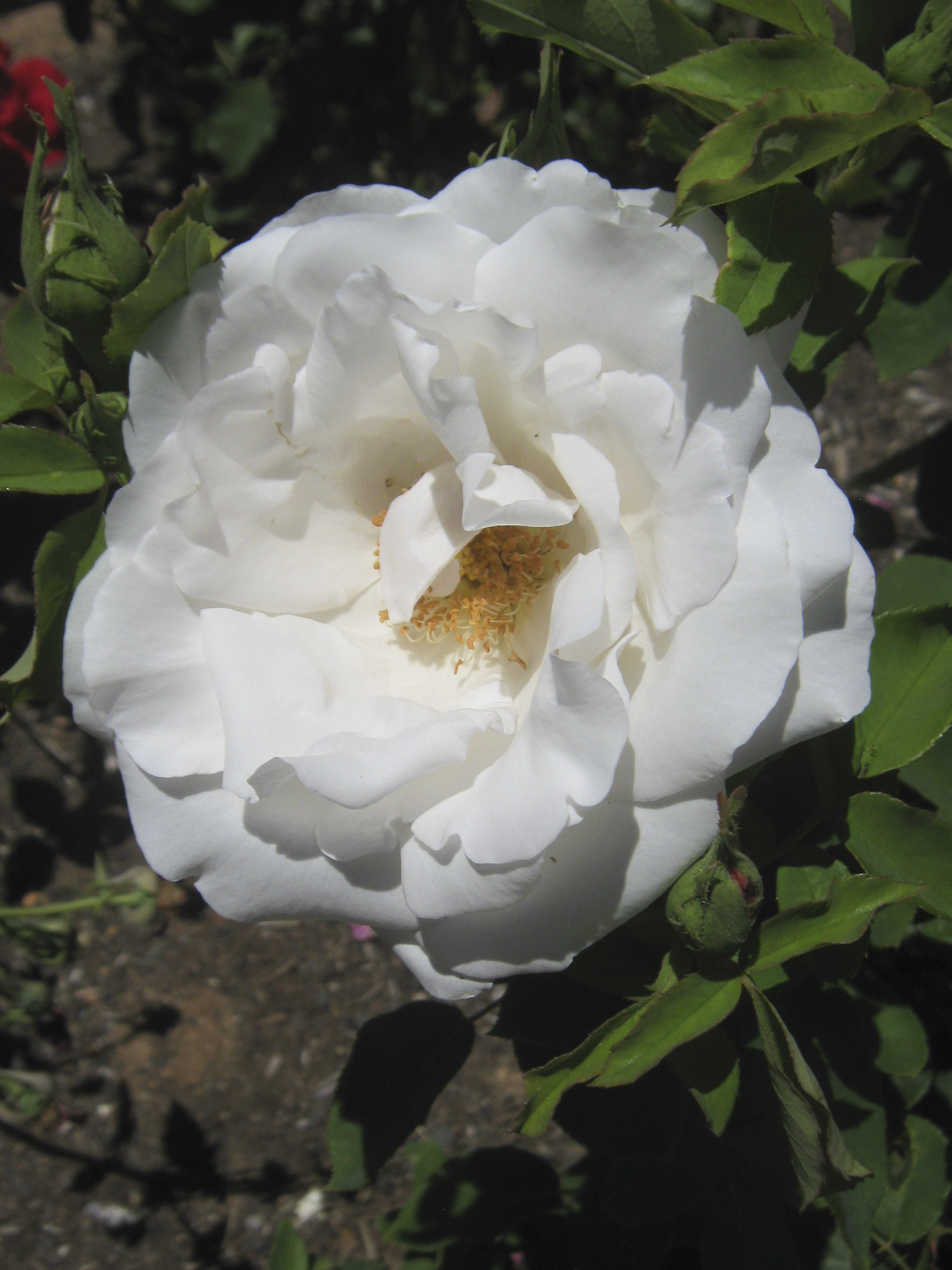
'Frau Karl Druschki'[7] Peter Lambert 1901. Híbrido de té. Sin perfuma. Rosa blanca inusualmente pura. Esta rosa revolucionó las rosas blancas y tiene muchos descendientes, al menos uno en el jardín Nieuwesteeg.
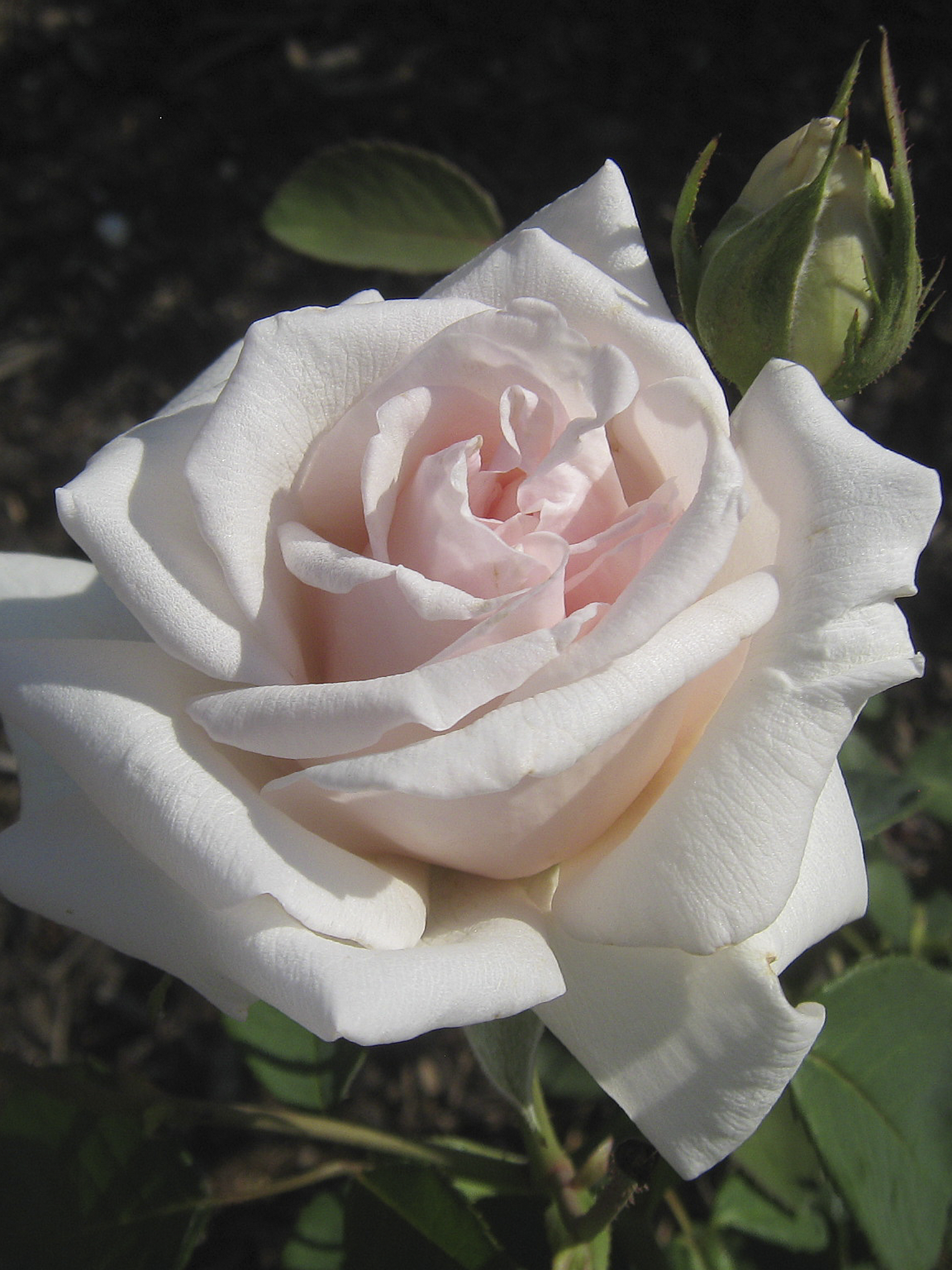
'Lady Edgeworth David'[8] Olive Fitzhardinge, Sydney 1939. Híbrido de té. Color rosado similar a 'Souvenir de la Malmaison', fragancia media. Lady David fue una vecina de Warrawee y amiga del hibridador.
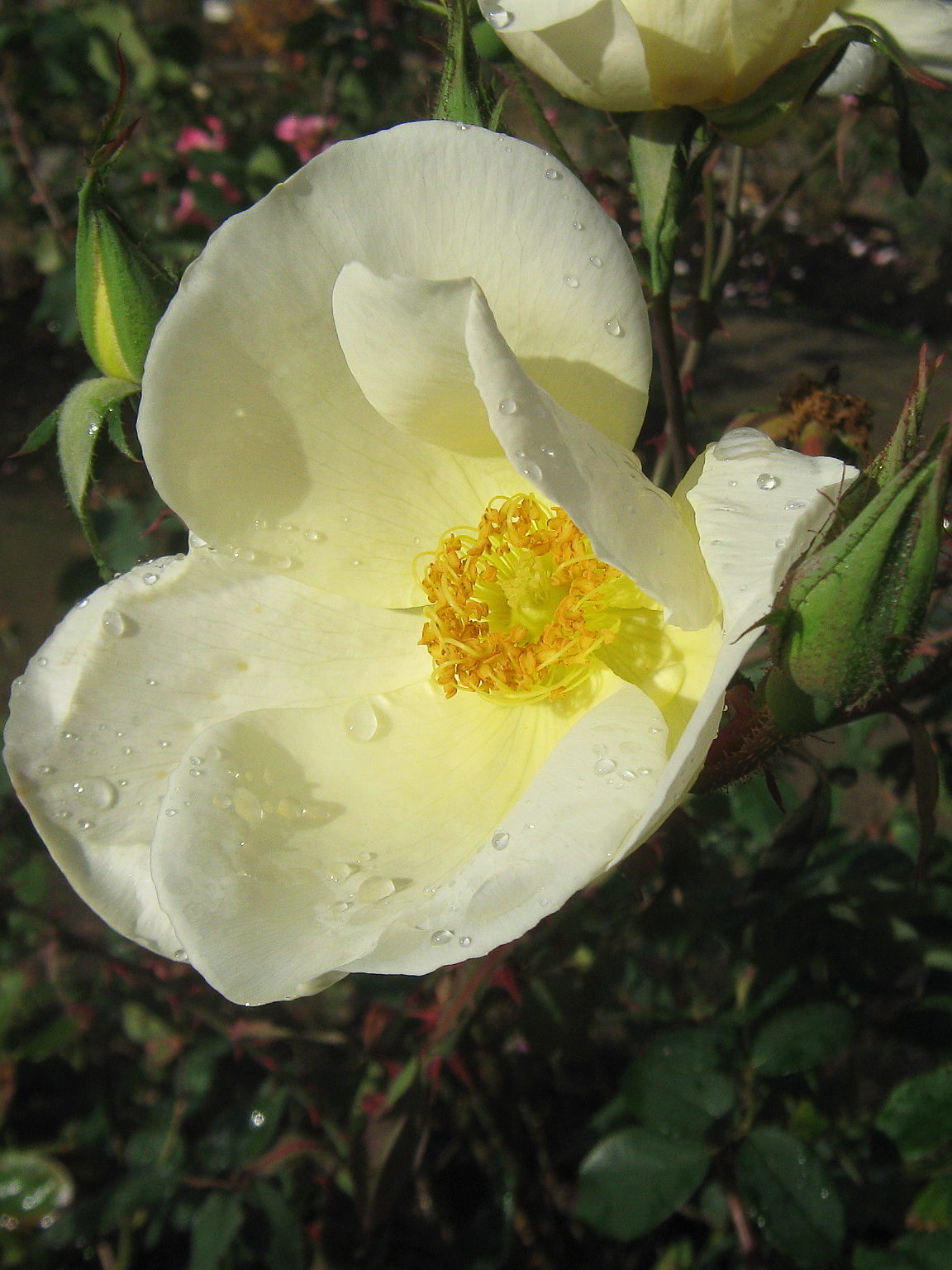
'Bishop's Lodge Precious Porcelain'[9] Este rosal se encontró en la casa de campo del obispo Hay en NSW. Híbrido de té. Rosas solitarias amarillas grandes desvanecimiento del color a crema. Manchas rojas en los bordes de los pétalos sugieren que esta rosa pudiera ser 'Irish Harmony', Dickson, Irlanda del Norte, 1904.
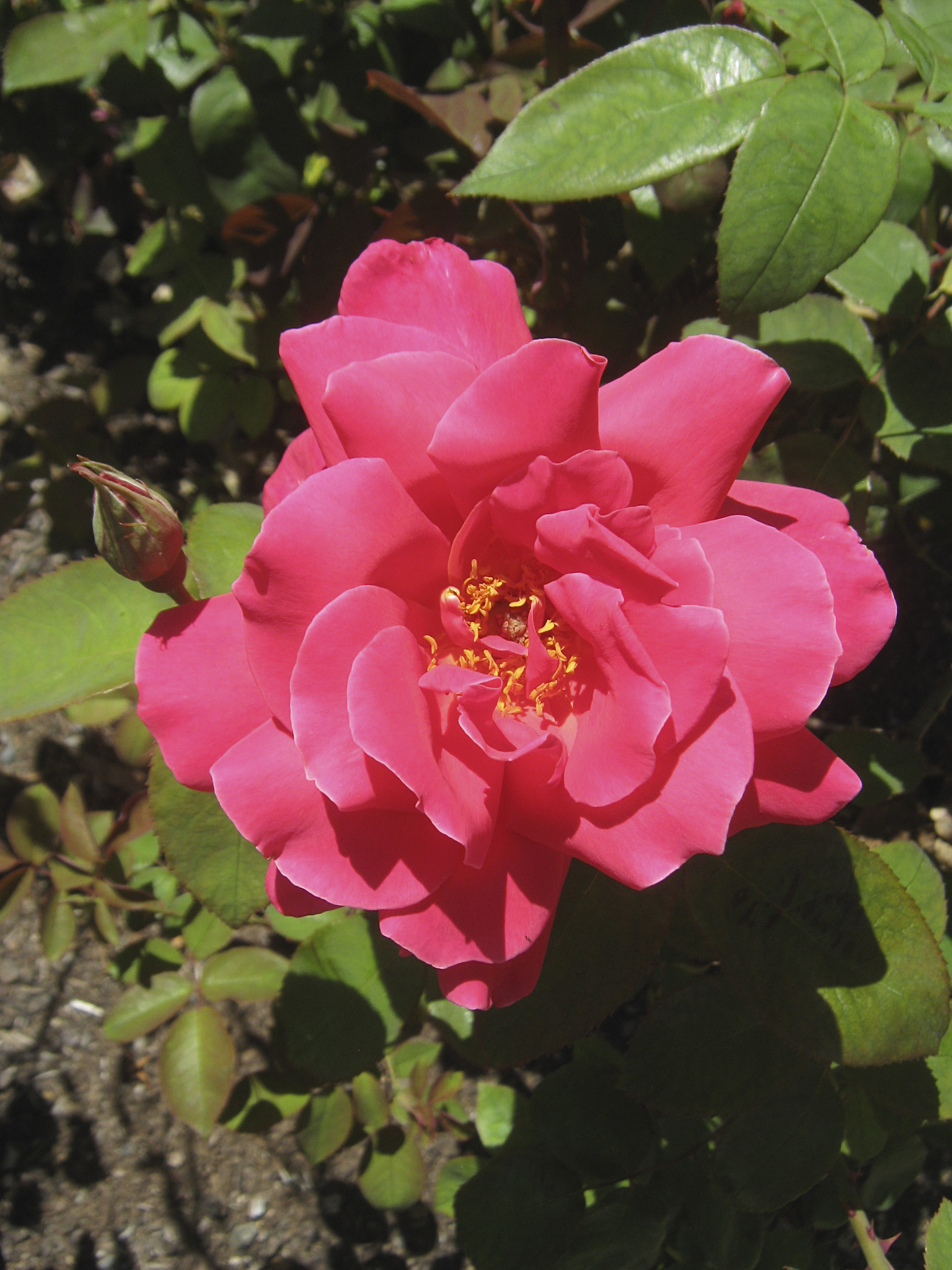
'Charlotte Armstrong'[10] Lammerts  1940. HT. Muy grande, completo. Fragancia fuerte. Muy espinoso, a diferencia de 'Mission Bells' en cama 6, a la que se asemeja. El nombre de la esposa de un empleado del vivero del Dr Lammerts.
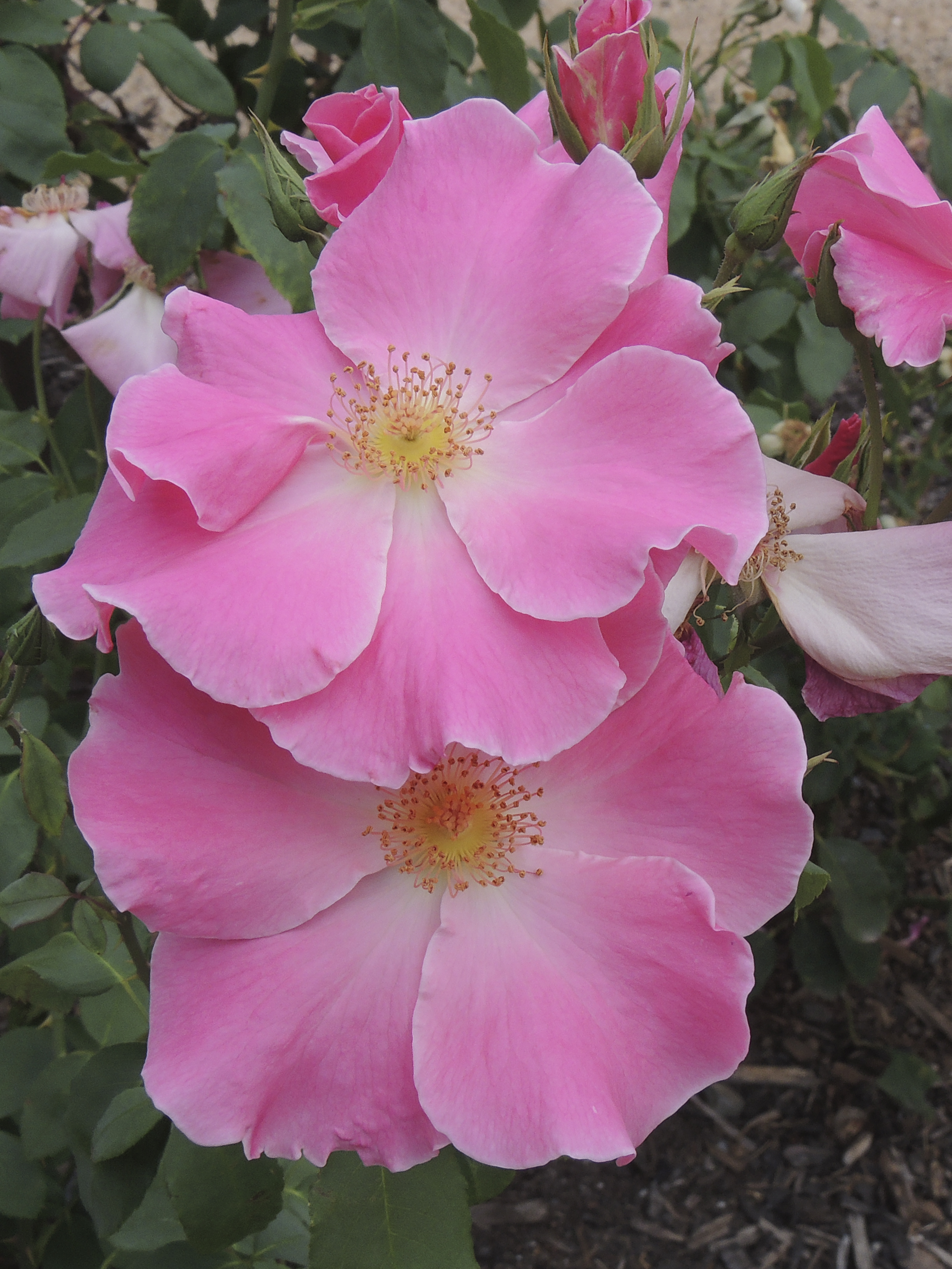
'Bonnie Jean'[11] Archer 1933. HT. Alta, rosa única. Recogidos del jardín de Alister Clark. Archer especialista en rosas únicas, cree que sólo tres sobreviven. Su 'Ellen Willmott' está en la cama 5.

### Cama 2

2-Cama
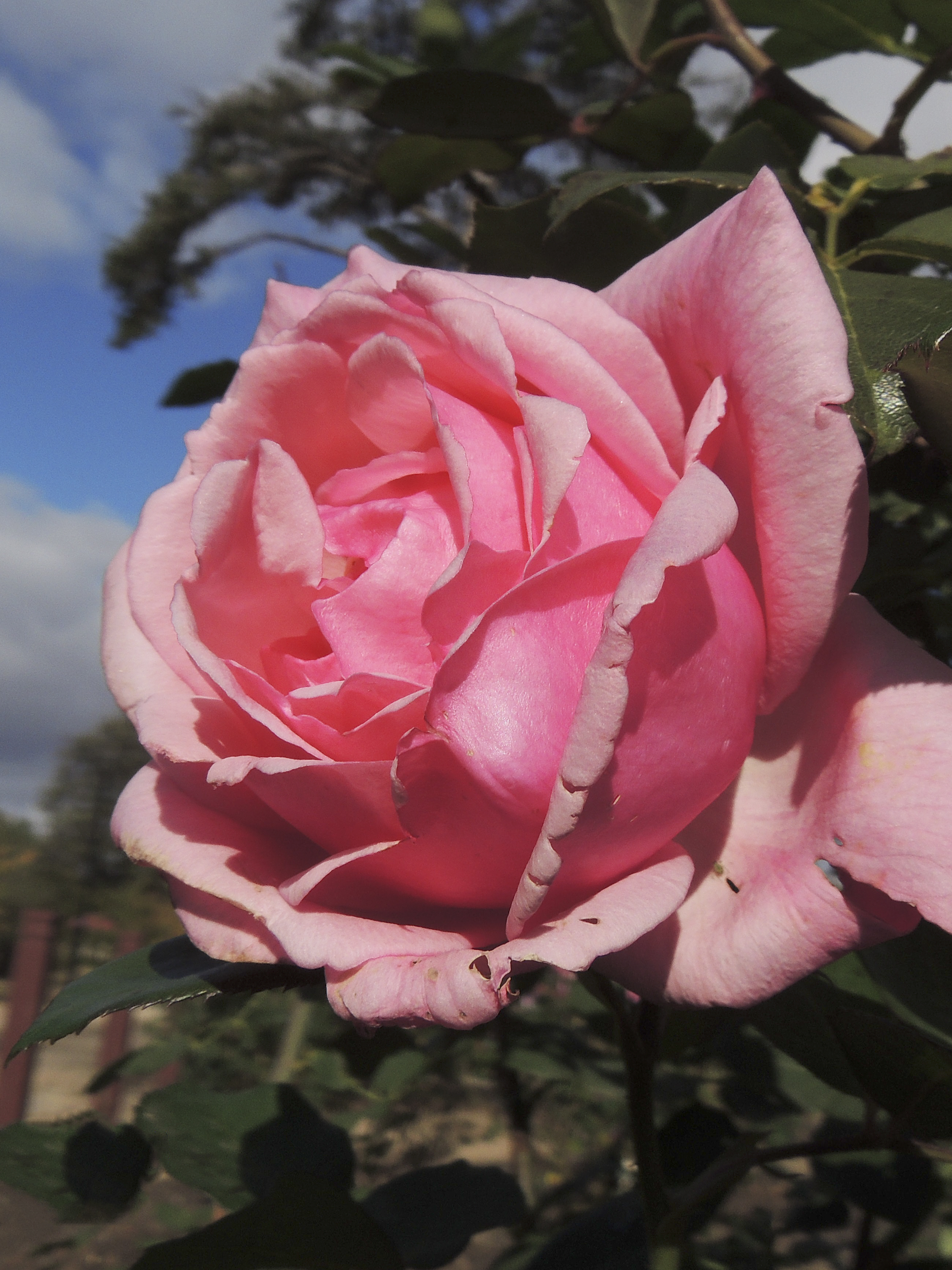
'Radiance'[12] Cook & Son 1908. HT. Globulares de color rosa, fuertemente perfumadas. Un globular de rosa más profundo y con más fuerza que su abuelo, 'Mme Caroline Testout'.
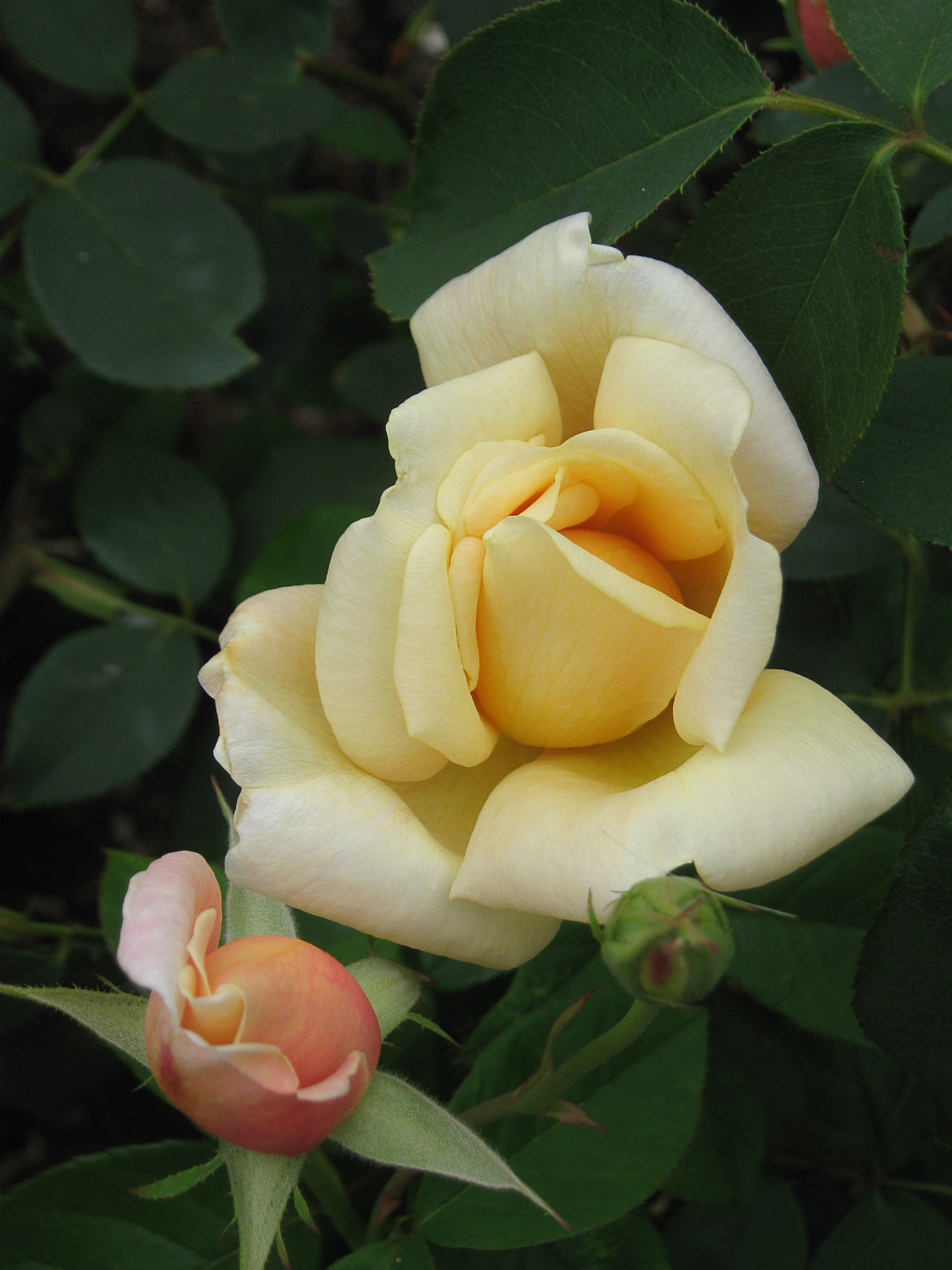
'Duchess of Wellington'[13] Dickson 1909. HT. Tonos albaricoque con envejecimiento a color amarillo azafrán. Estambres de oro y fuerte olor. La duquesa de la era eduardiana Kathleen Emily Bulkeley Williams, esposa del cuarto duque, ambos de familias de militares.
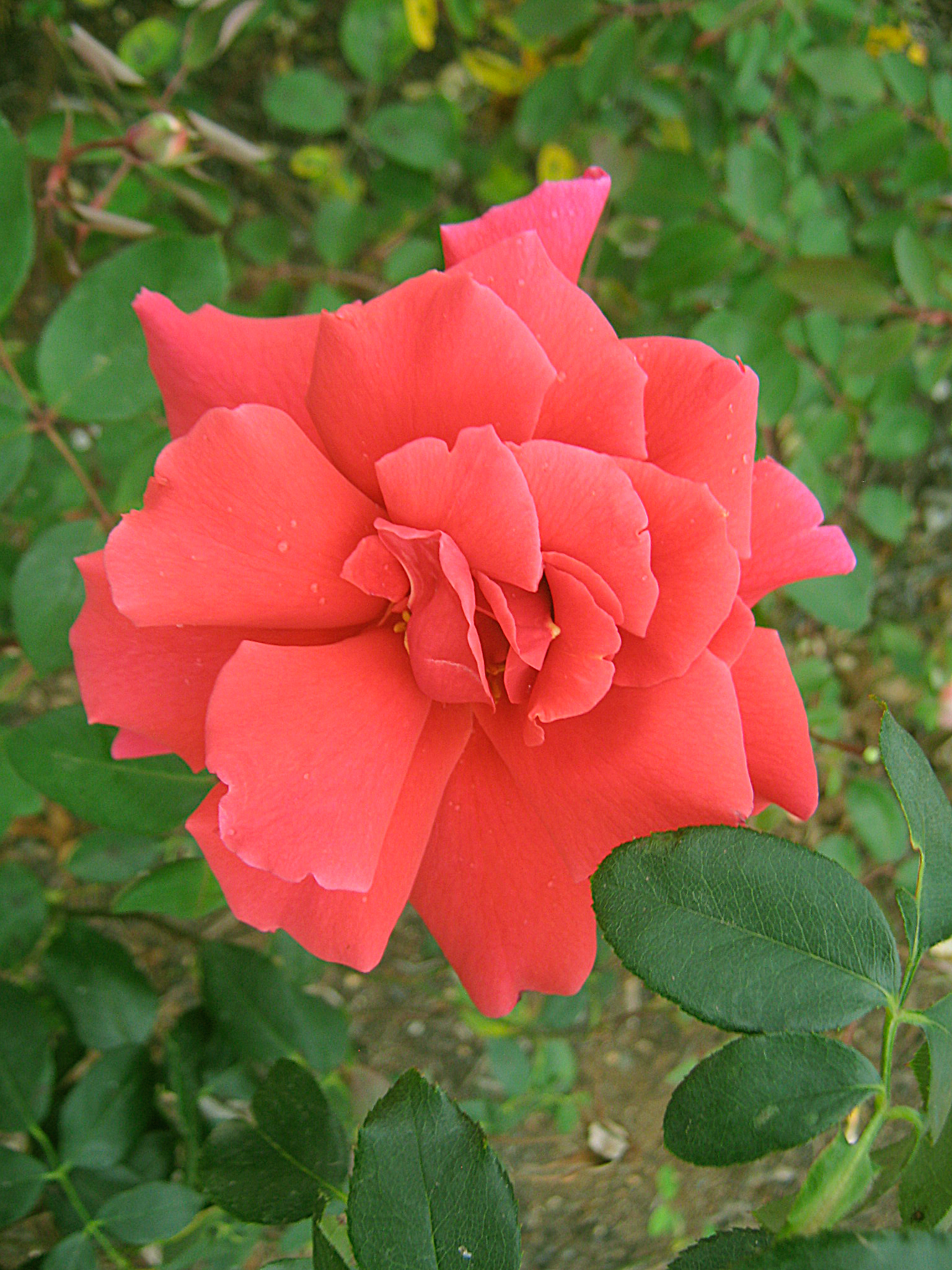
'Grande-Duchesse Charlotte'[14] Ketten Frères, Luxemburgo 1942. HT. Color rojo tomate, con grandes espinas rojas y amarillas en el nuevo crecimiento. En 1942 Charlotte fue monarca por derecho propio de Luxemburgo, pero que vivía en Londres, en el exilio debido a la ocupación alemana.
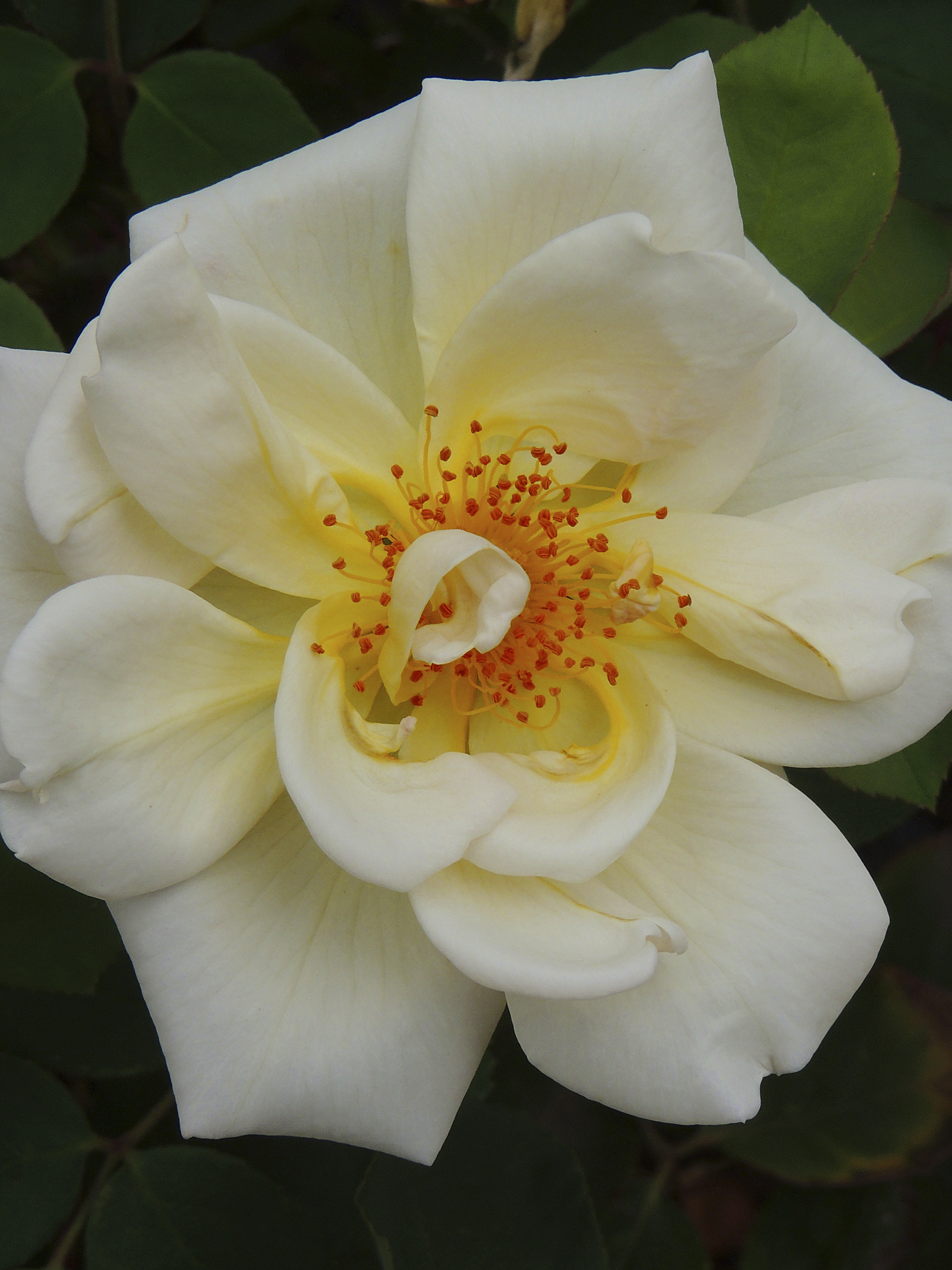
'Vestey's Yellow Tea'[15] Encontrada junto a un arroyo en la casa de campo de "Lady Vestey’s Coombe Cottage". Rosa de té. Amarillo crema.
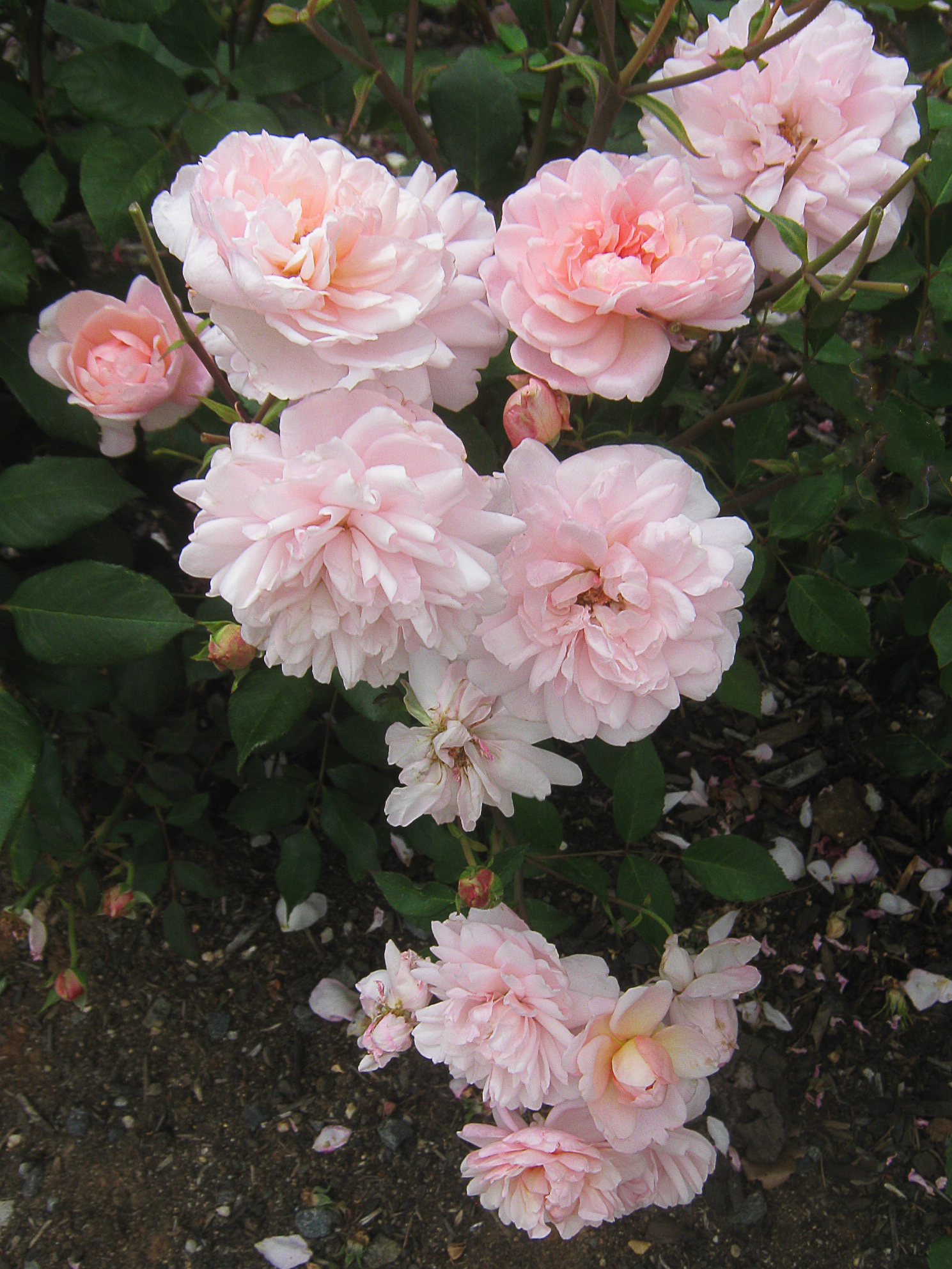
'Pink Gruss an Aachen'[16] Kluis 1930. HT. Desporte de color rosa de ‘Gruss an Aachen’, Geduldig 1907. ‘Gruss an Aachen’ es en el idioma  alemán "gratitud a Aachen".
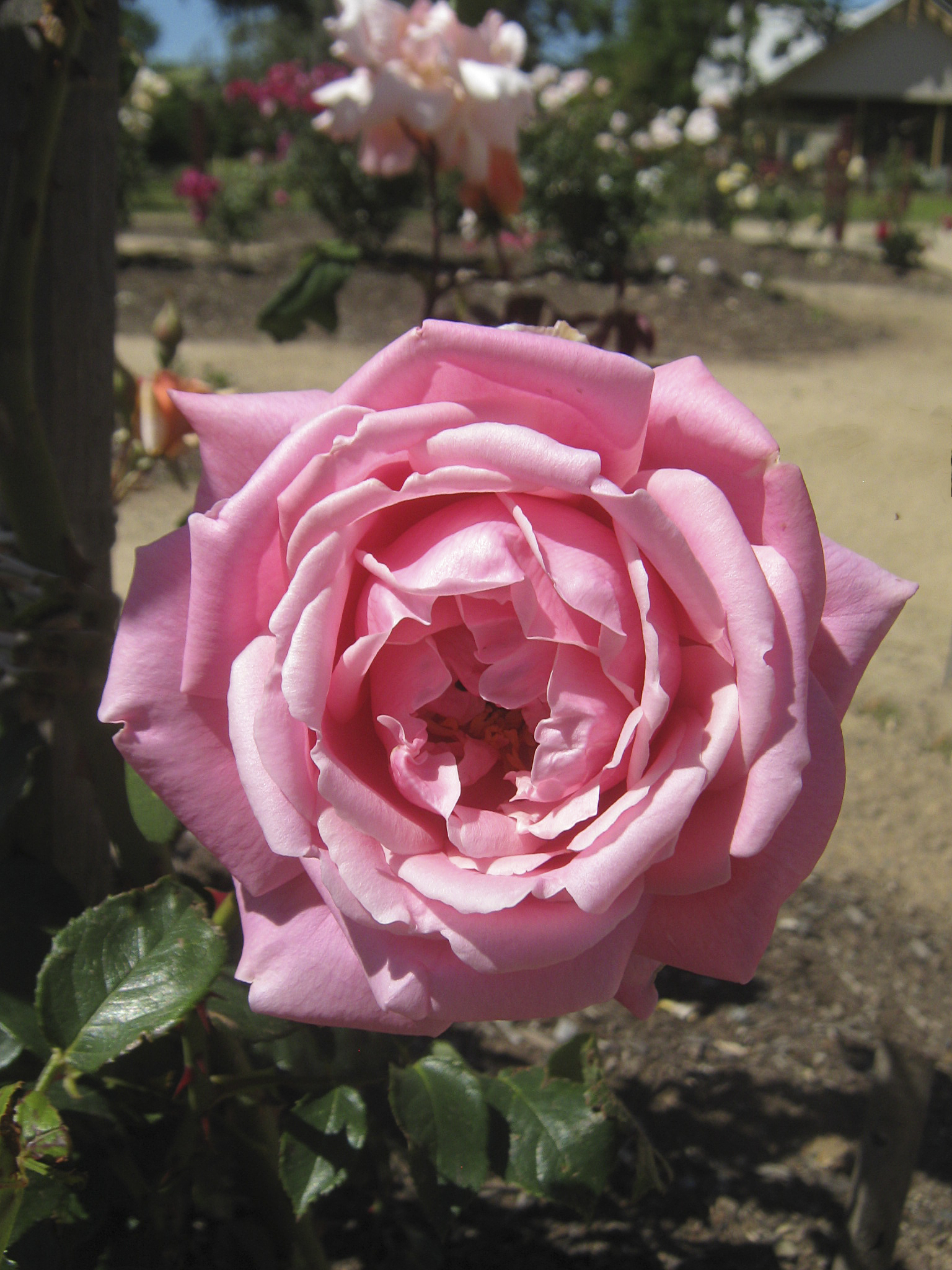
'Lady Woodward'[17] Frank Riethmuller, Sydney 1959. HT. Fuerte fragancia a  Rosa de té. Florece en solitario. Espinas bonitas. Nombrada en honor de la esposa del gobernador de NSW de soltera Amy Weller en Ballarat.
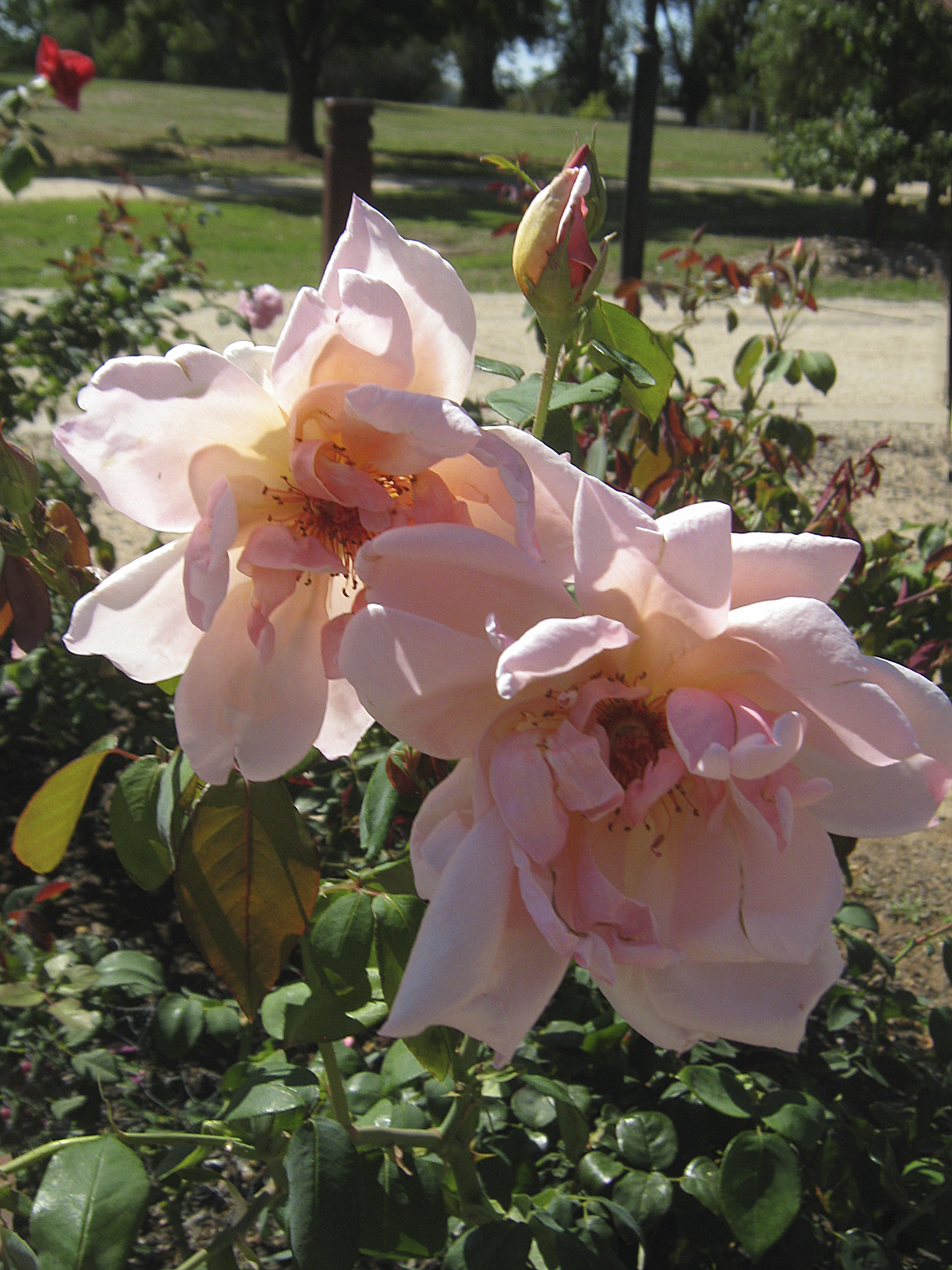
'Mrs A.R. Waddell'[19] Pernet-Ducher 1909. HT. Rosa color salmón rosado con más oscuro reverso. Aroma de albaricoque. Uno de los padres de 'Albertina'. Arthur Robert Waddell fue un médico escocés que trabajaba en Inglaterra que incrementó la obra de Pernet-Ducher de rosas amarillas.

### Cama 3

3-Cama
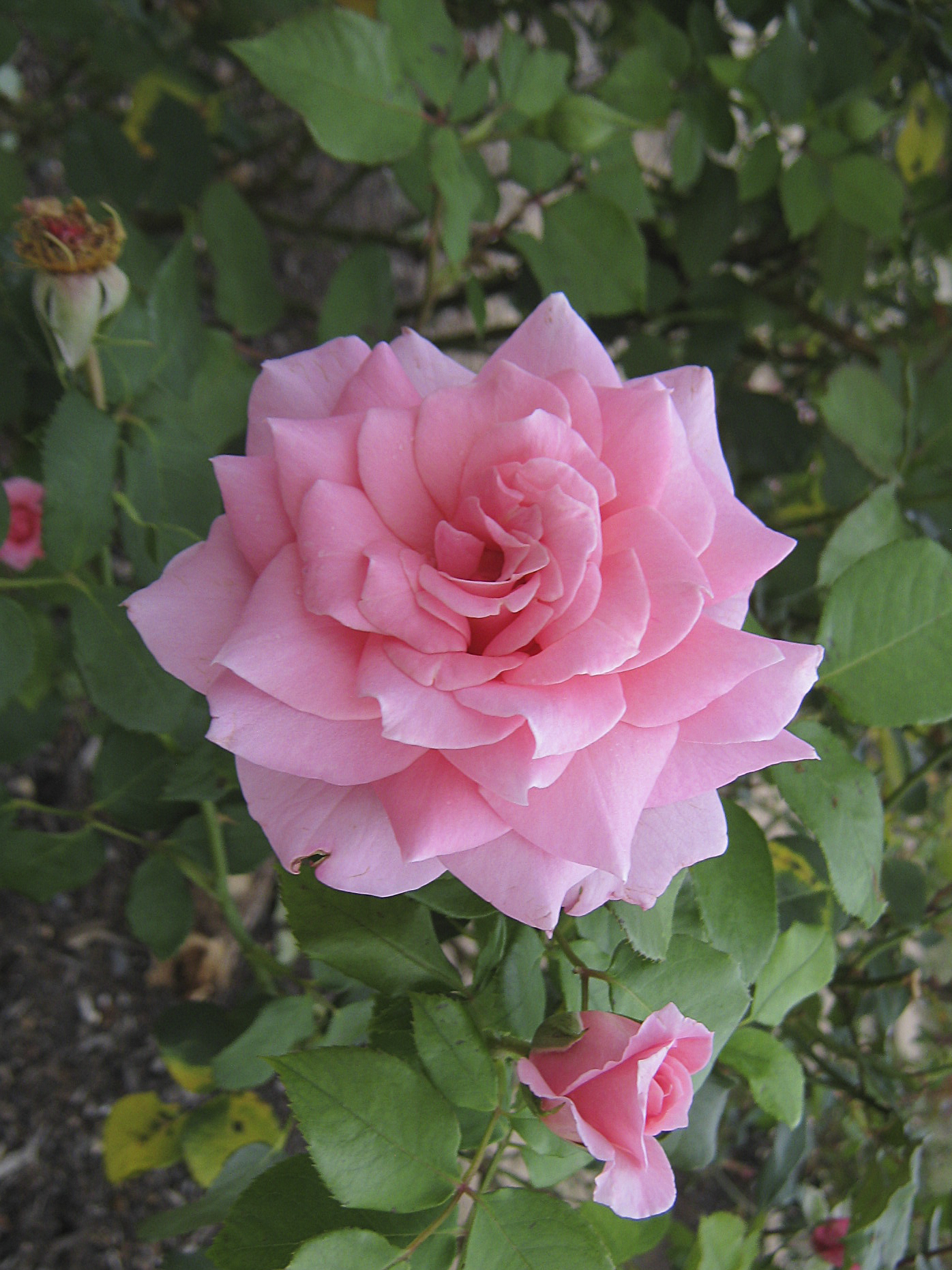
'Picture'[21] McGredy 1932. HT. Color rosado claro, imbricado y apuntando las formas del híbrido de té clásico.
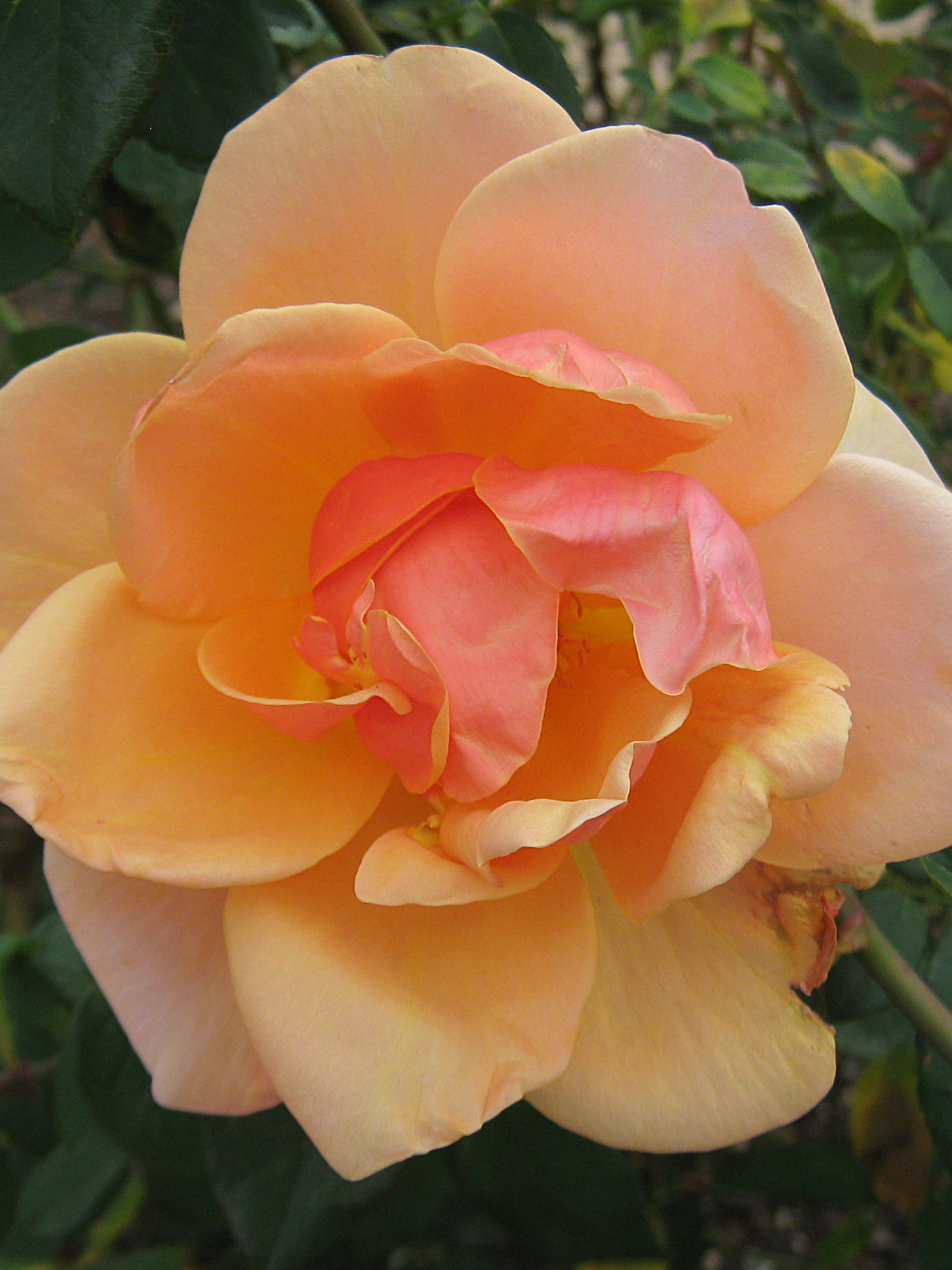
'Dettmann No.6'[22] Encontrado en el jardín de "Kyneton VIC" de Mr Hugh Dettmann. Pernetiana. Floración semi-doble, flores con pétalos albaricoque-anaranjado en la parte delantera, rosa salmón en la parte posterior. Buen aroma. En la primavera el color naranja puede cambiar a un color amarillo azufre brillante.
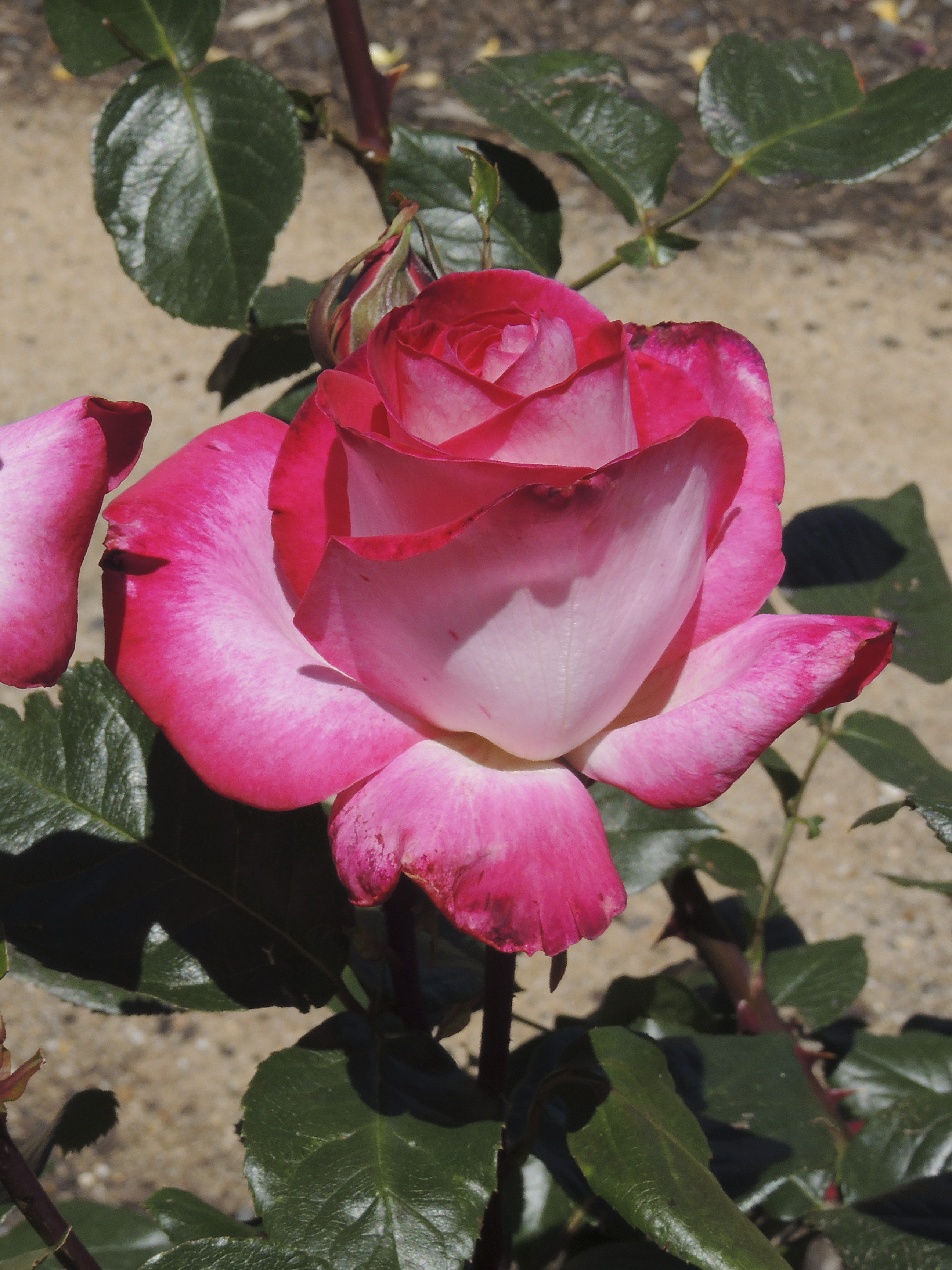
'Rose Gaujard'[23] Gaujard 1958. HT. Color rojo cereza, reverso rosado pálido. Nombrado por Jean-Marie Gaujard, el criador, a sí mismo.
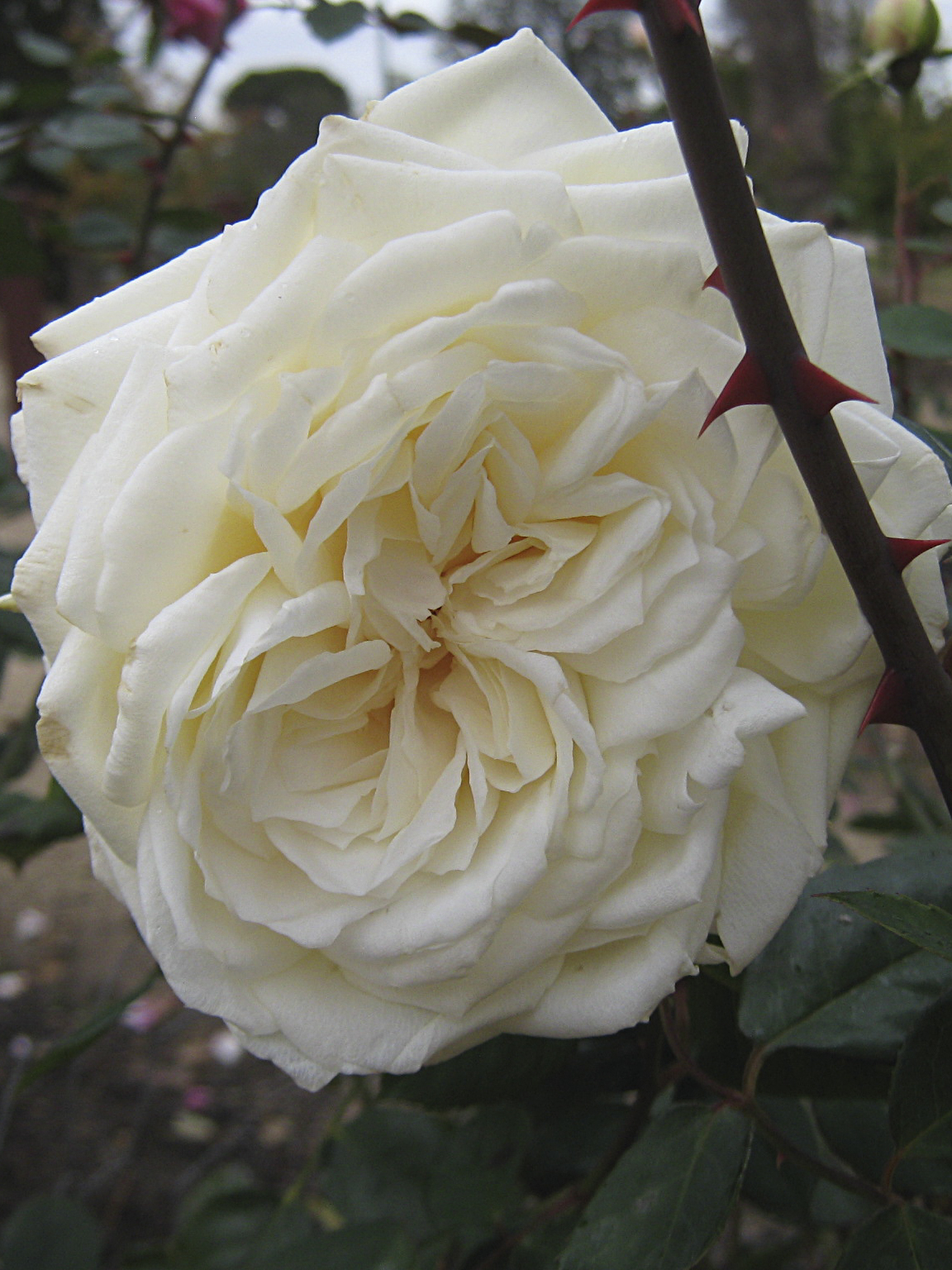
'Kaiserin Auguste Viktoria'[24] Peter Lambert 1891. HT. Blanco con los centros amarillos. Muy doble y con aroma excepcionalmente fresco. El nombre en alemán significa emperatriz Augusta Victoria, primera esposa del último Kaiser.

### Cama 4

4-Cama
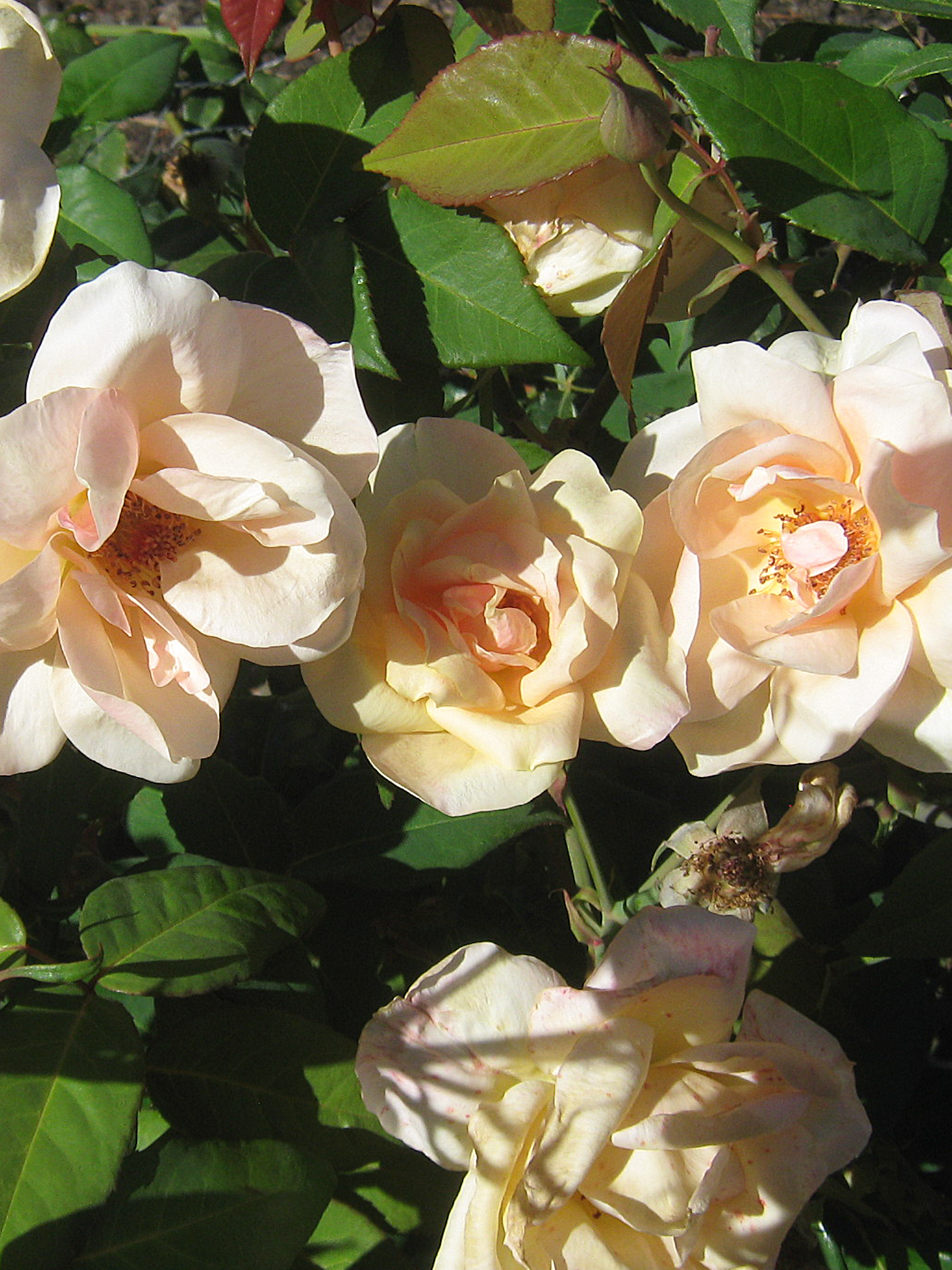
'Baxter Beauty'[25] Encontrada en "Baxter VIC" antes de 1937. Té. De color rosa ligero a albaricoque. Un desporte de 'Lorraine Lee' (Alister Clark 1938), a la que a menudo revierte.
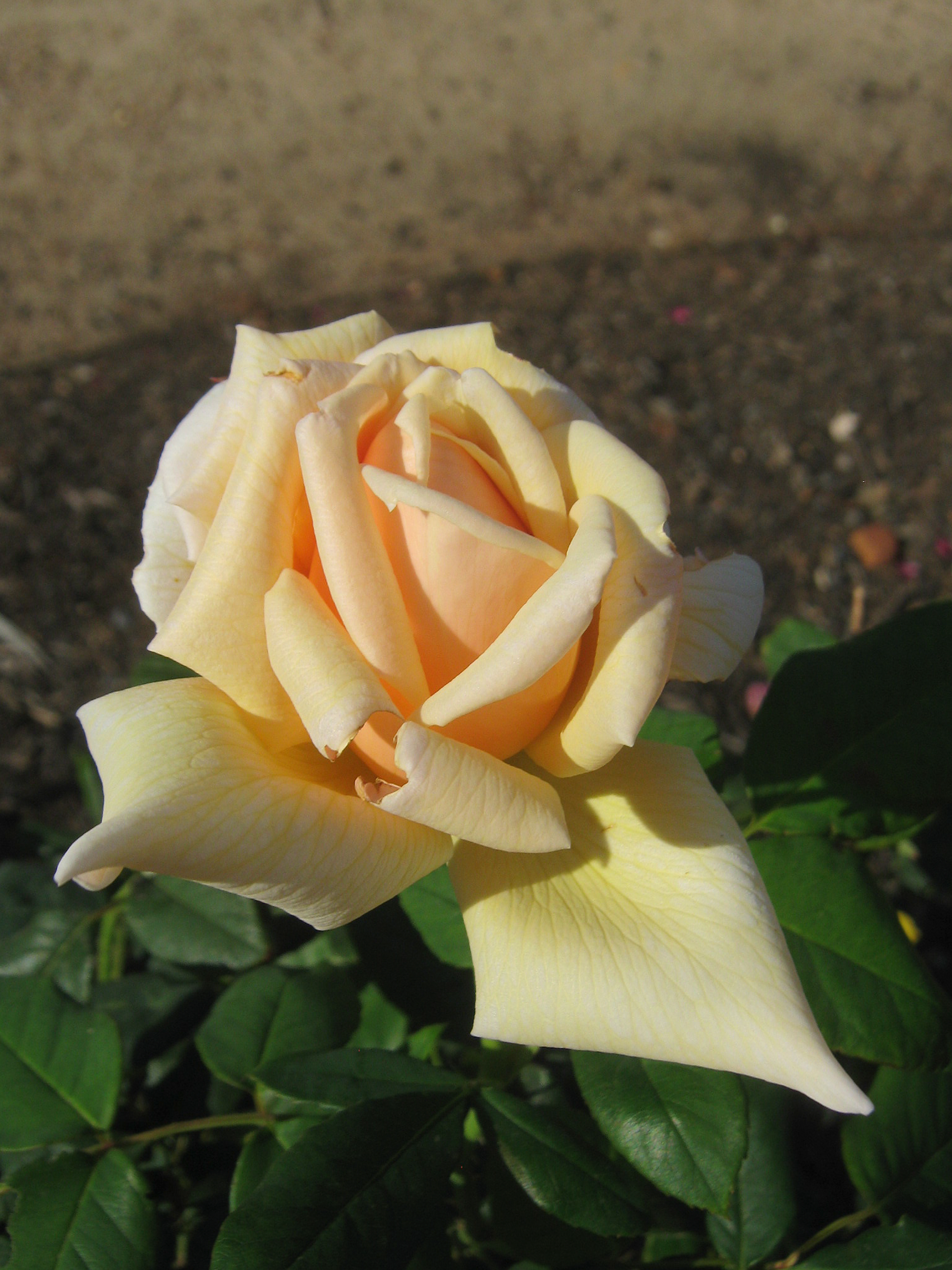
'Joanna Hill'[26] Hill 1928. HT. Amarilla rubor naranja en la base; forma híbrida de té clásico. Perfumado, pero para algunos olfatos no perfumado lo suficiente.
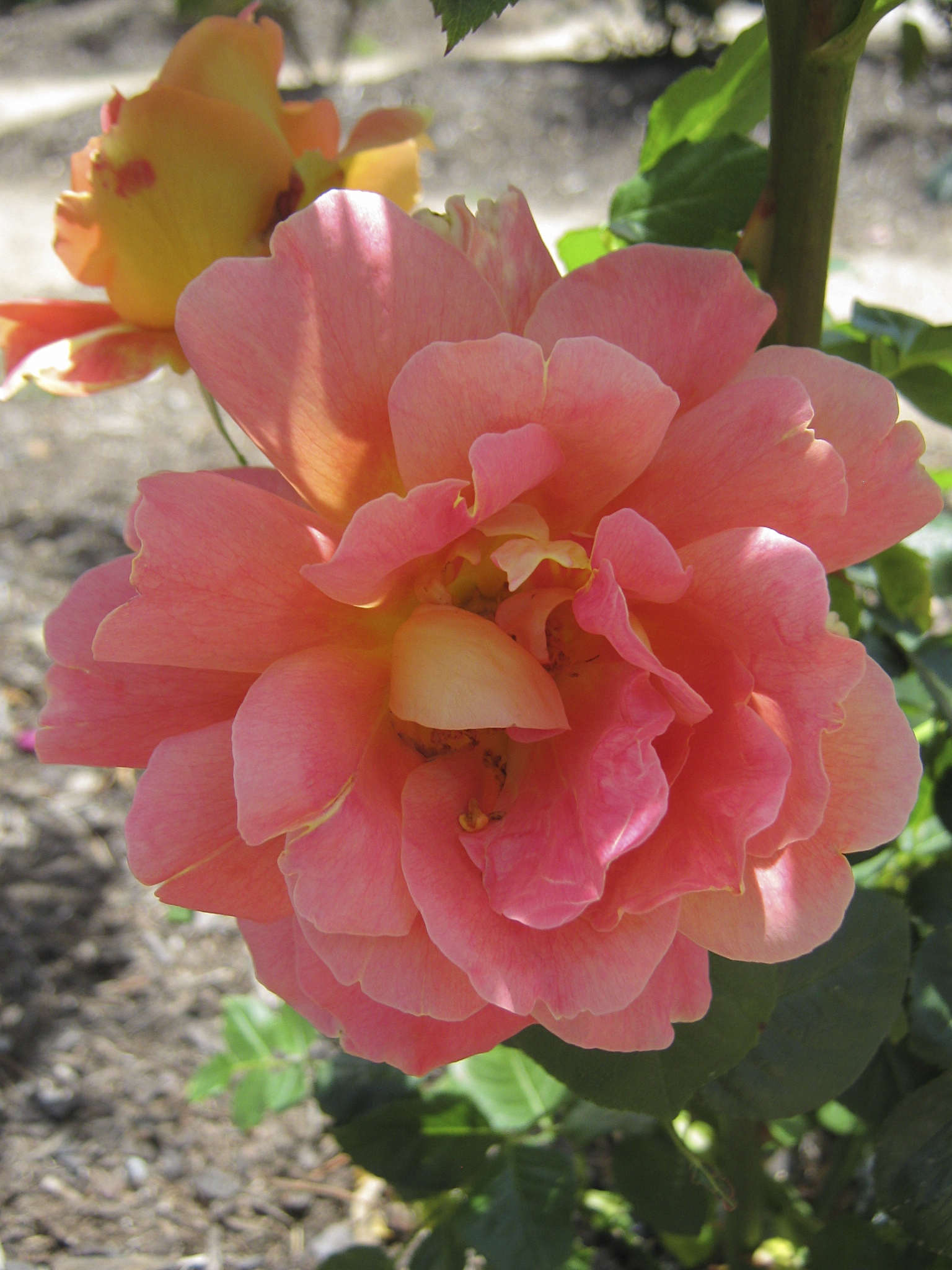
'Condesa de Sástago'[27] Pedro Dot 1930. HT. Bicolor escarlata y amarillo; la primera bicolor llegó a ser bien conocida. Fragancia a tarta de manzana y aroma de canela.
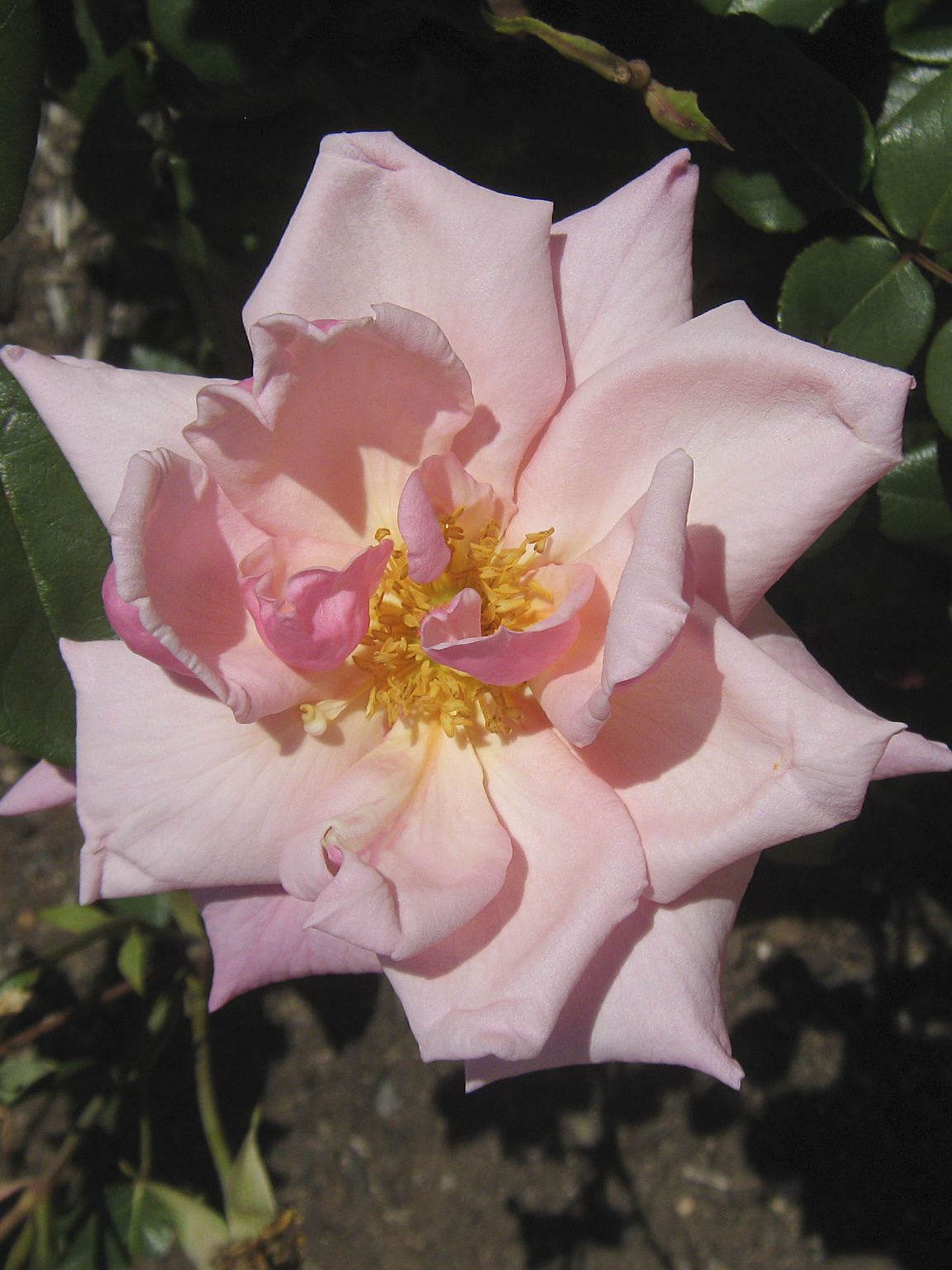
'John C.M. Mensing'[28]  Descubierta por Eveleens 1924. HT. Color rosa. Un desporte de 'Ophelia' a veces llamada 'Pink Ophelia'.
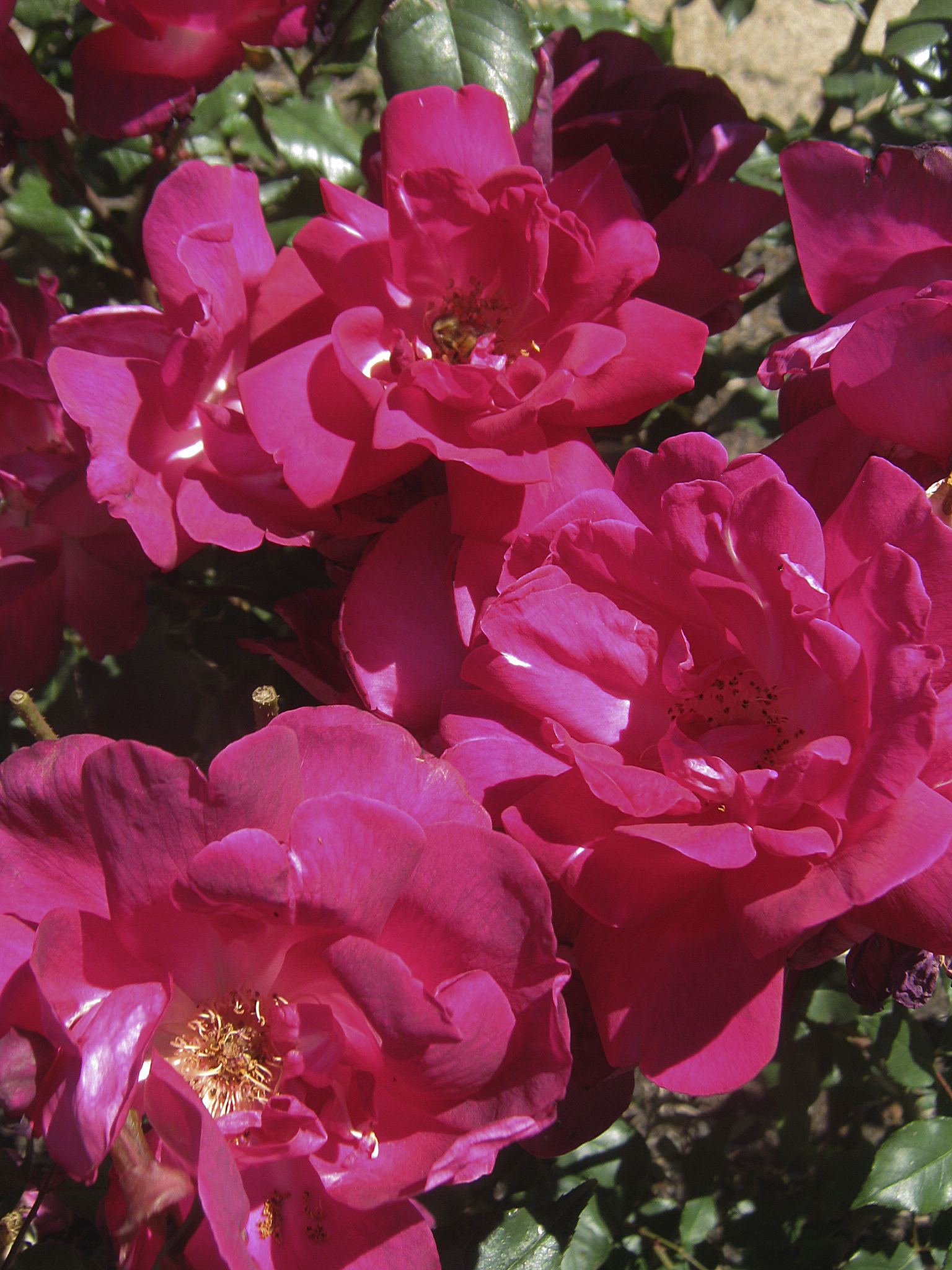
'Camnethan Cherry Red'[29] Encontrada en "Camnethan House", "Smeaton VIC". Té. Color rojo cereza, que al envejecer viran a azul carmesí.
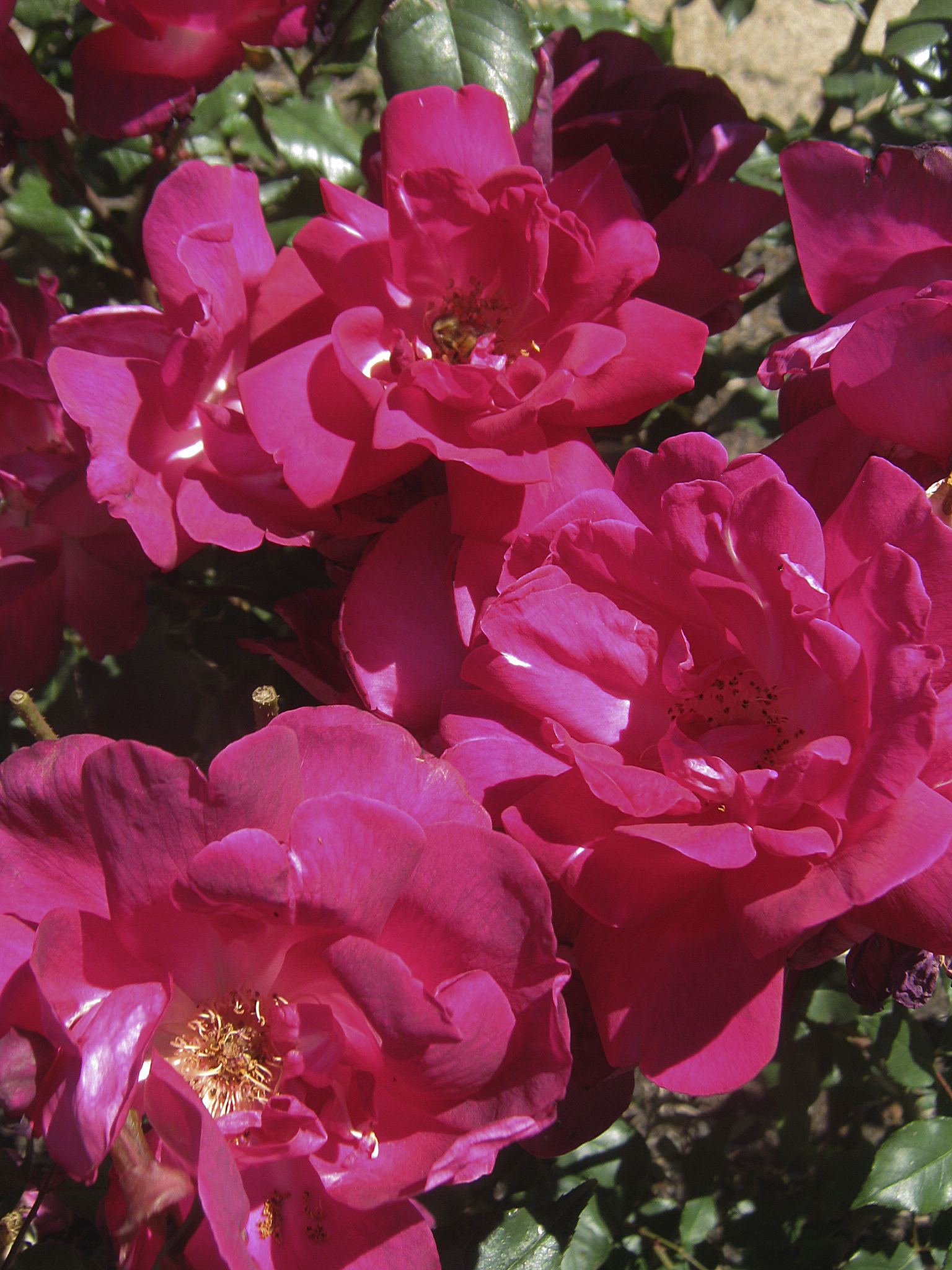
'Camnethan Cherry Red'[29] Encontrada en Camnethan House, Smeaton VIC. Té. Rojo cereza, viran a azul carmesí.
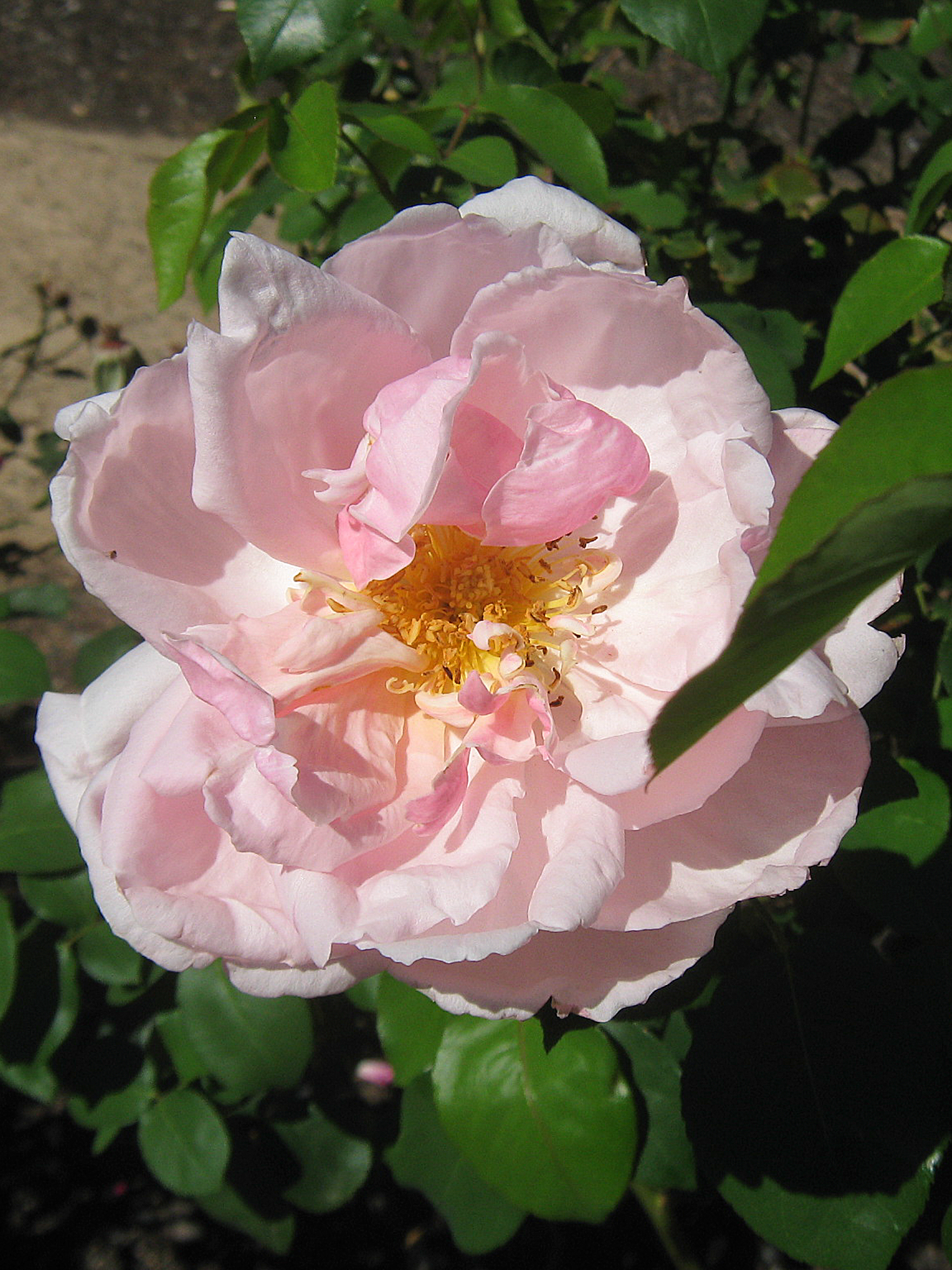
'Mrs Henry Morse'[30] McGredy 1919. HT. Sus pétalos son color crema  tinted rose-pink on the front, pink-veined vermillion on the back. Sweet scented and long-flowering at Maddingley Park. Mrs Morse was wife and mother of rose-breeders.

### Cama 5
|  |  |  |

|  |  |  |

|  |  |  |

|  |

### Cama 6
|  |  |  |

### Bordes
|  |

### Templete de la música
|  |  |